# Mazeray
Mazeray ist eine französische Gemeinde mit 990 Einwohnern (Stand: 1. Januar 2022) im Département Charente-Maritime in der Region Nouvelle-Aquitaine (vor 2016: Poitou-Charentes); sie gehört zum Arrondissement Saint-Jean-d’Angély und zum Kanton Saint-Jean-d’Angély. Die Einwohner werden Mazériens und Mazériennes genannt.

## Geographie
Mazeray liegt etwa 42 Kilometer ostsüdöstlich von La Rochelle in der Saintonge. Umgeben wird Mazeray von den Nachbargemeinden Ternant im Norden, Saint-Jean-d’Angély im Osten und Nordosten, Asnières-la-Giraud im Osten, Saint-Hilaire-de-Villefranche im Süden, Fenioux im Südwesten sowie Bignay im Westen.
Durch die Gemeinde führt die Autoroute A10.
Im Gemeindegebiet befindet sich der Circuit du Puy de Poursay, ein Motocross-Track, auf dem der Weltmeistertitel in der Vergangenheit ermittelt wurde.

## Bevölkerungsentwicklung
| Jahr                       | 1962 | 1968 | 1975 | 1982 | 1990 | 1999 | 2006 | 2017 |
| Einwohner                  | 589  | 558  | 580  | 707  | 762  | 779  | 881  | 959  |
| Quellen: Cassini und INSEE |      |      |      |      |      |      |      |      |

## Sehenswürdigkeiten
- Kirche La Nativité-de-la-Sainte-Vierge aus dem 12. Jahrhundert, Umbauten aus dem 14. Jahrhundert, seit 1935 als Monument historique eingeschrieben
- Schloss Beaufief aus dem 16. Jahrhundert, Umbauten bis in das 18. Jahrhundert, seit 1973 teilweise als Monument historique eingeschrieben

Siehe auch: Liste der Monuments historiques in Mazeray

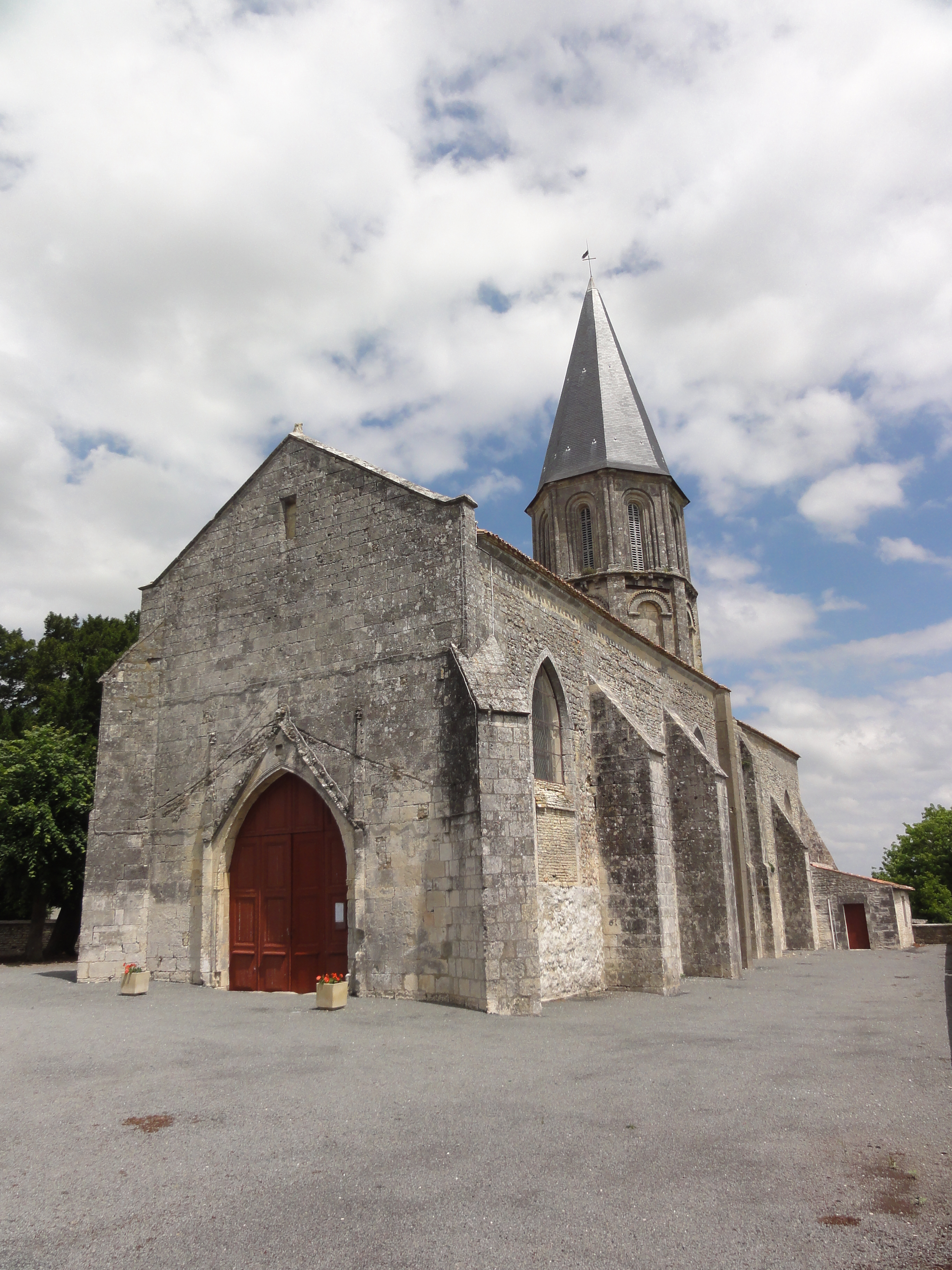
Kirche La Nativité-de-la-Sainte-Vierge
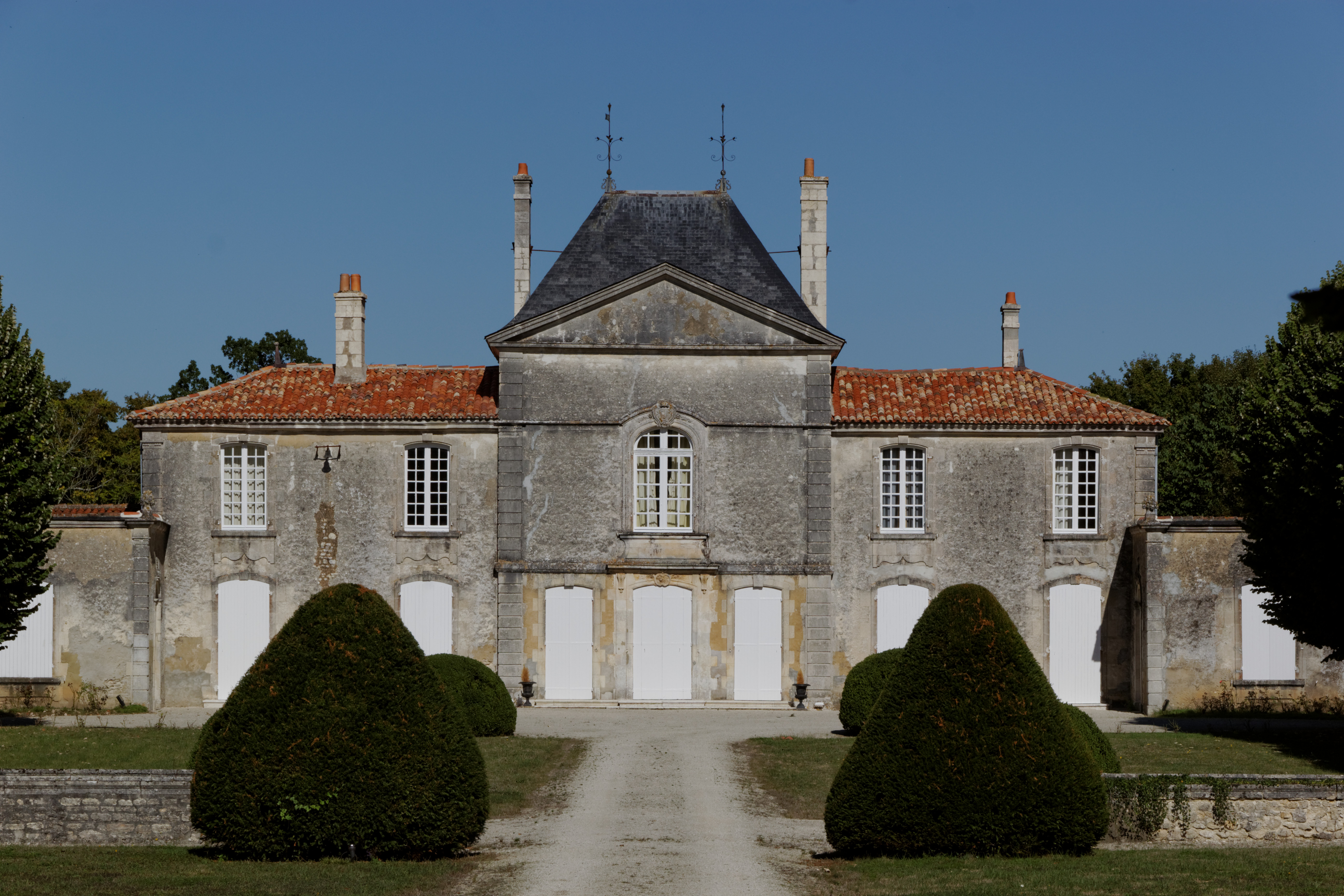
Schloss Beaufief